# Syndicat national des cadres du secteur sanitaire et social
 (mai 2020).
Si vous disposez d'ouvrages ou d'articles de référence ou si vous connaissez des sites web de qualité traitant du thème abordé ici, merci de compléter l'article en donnant les références utiles à sa vérifiabilité et en les liant à la section « Notes et références ».
 (mai 2020).
Le Syndicat national des cadres du secteur sanitaire et social (SNC3S) est un syndicat français dépendant de la Confédération française de l'encadrement - Confédération générale des cadres (CFE-CGC).

## Historique
Le SNC3S est créé en 1951 et se compose essentiellement de :
- directeurs ;
- directeurs-adjoints ;
- chefs de services ;
- cadres administratifs et de gestion ;
- psychologues ;
- cadres soignants…

En 1982, il participe à la fondation de la Fédération française santé, médecine, action sociale (FFASS) qui assure les négociations des conventions collectives et participe à la gestion des organismes paritaires de la branche. Le SNC3S adhère par cet intermédiaire à la CFE-CGC. Tous les secteurs y sont représentés - sanitaire, social, et médico-social - qu'ils soient public, privé à but non lucratif ou privé commercial.

## Présidents
- Jean-Luc Joing: 1984 - 1988
- Jean-Jacques Vauléon : 1988 - 1994
- Eric Martin: 1994 - 2010
- Patrice Malleron: 2010 - élu en mars 2010, en cours de mandat.

## Secrétaires Généraux
- Alain Honore: 1982 - 1988
- Marie-Claude Batteux: 1988 - 1994
- Serge Lavagna: 1994 - élu en mars 2010, en cours de mandat

## Trésoriers
- Claude Maillard: 1982 - 1992
- Khebira Daoud: 1992 - 2000
- Marie-Claude Batteux: 2000 - 2010
- Eric Martin: élu en mars 2010, en cours de mandat.

## Actions
La représentation et la défense des intérêts collectifs des cadres du secteur sanitaire, social et médico-social. Des membres du SNC3S participent aux commissions paritaires de négociation des différentes conventions collectives, aux commissions liées à la formation professionnelle, au CNOSS, au CSTS, à l'ANESM….
La défense des intérêts individuels et l’aide aux adhérents. Le SNC3S développe une aide de proximité par le conseil, les nouveaux moyens de communication et la présence dans les régions pour défendre ses adhérents.

## Valeurs
Le SNC3S déclare qu'elle fait la promotion de :
- l'équité dans le travail en donnant à chacun sa place en tant qu'acteur de la vie sociale et citoyenne
- le collectif et l'action collective pour le bien de tous
- la qualité de service pour les usagers et les personnes en situation de difficulté
- la responsabilité et l’initiative dans les fonctions des cadres
- l'équilibre entre vie professionnelle et vie personnelle
- du développement de la professionnalité.

## Le SNC3S et la syndicalisation des cadres
La loi d'août 2008 venant modifier le système de représentativité pose au  SNC3S la question de la syndicalisation des cadres. Les mobiles qui motivent l'état dans la mise en place de cette réforme reposent essentiellement sur un contingentement d'"obstacles". Le droit qui s'imposait à tous tend à s'effacer devant les accords d'entreprises. La représentativité des confédérations, en étant liée aux résultats dans l'entreprise, répond à cette évolution. L’avenir des confédérations repose sur l'élaboration d'une nouvelle conception du dialogue social qui doit être d’une manière plus large la participation à la vie de l'entreprise, aux recherches d'orientations et à l'élaboration de décisions.
Les salariés attendent beaucoup du positionnement des cadres : moments de restructurations, de changements, négociations de modifications conventionnelles. Les cadres sont des acteurs essentiels au regard des instances gestionnaires des établissements et services. Le cadre dans sa position d'interface entre l'employeur et l'ensemble des salariés est attendu pour ce qu'il peut être : porteur des attentes de reconnaissance et de possibilités de participation. 
Toutefois, le système actuel de délégation tend à rendre de plus en plus de cadres non électeurs et non éligibles. De ce fait, ils peuvent se voir interdits d'exercer une activité syndicale et ainsi privés de représentation, comme les Directeurs d'établissement.
La difficulté de la situation des cadres s’illustre à travers la pression des instances gestionnaires. En effet, ils peuvent se trouver en situation de forte tension (cf. Bandes [bandes dessinées Stress éditées par la CFE-CGC – http://www.snc3s-cfecgc.fr/?-communiques-]), au motif qu'ils ne donnent pas satisfaction aux injonctions qui leur sont faites. De plus en plus, les cadres sont confrontés à des conflits dits éthiques, dans lesquels ils sont amenés à devoir agir en désaccord avec leurs convictions.
Le conflit possible entre un cadre et son employeur est mal accepté, il ne peut être que le collaborateur de la stratégie de l'employeur. En tant que salariés, les cadres ont des droits qu'ils doivent pouvoir faire valoir eux-mêmes ou par l'intermédiaire de leurs représentants. Or le système de délégation rend leur représentation de plus en plus en restreinte. En second lieu, ils doivent assurer le respect des droits de l'ensemble des salariés. Dans nos secteurs, les cadres ont à se dégager de conceptions de pouvoir qui ne correspondent plus à la réalité du travail. Les équipes sont soumises et seront de plus en plus soumises à une double pression; celle de l'employeur et celle de l'usager.
Une vision archaïque du syndicalisme voudrait maintenir la tension entre les employeurs et les salariés dans le cadre d'affrontements qui ne pourraient, à terme que se solder par la disparition de l'un des deux protagonistes. Cette vision n'intervient que par le déni de la conflictualité et l'absence de travail pour l'équilibre du rapport de force. C'est donc à un changement de fonction de ce qu'étaient les institutions qu'il faut procéder à travers un dialogue effectivement social.
Alors que la syndicalisation des cadres est généralement considérée comme une antinomie, il s'impose d'en affirmer et d'en pratiquer l'expression inverse.
Elle est une évidence et une nécessité en prise directe avec l'évolution de la relation avec l'usager qui est avant tout, un citoyen.

## Actualités et secteurs
Agences Régionales de Santé - ARS
Depuis le 1er avril 2010, les Agences Régionales de Santé (ARS) sont des établissements publics régionaux français chargées de la mise en œuvre de la politique de santé dans la région. Ces établissements, créés en vertu de la loi n°2009-879 du 21 juillet 2009 dite « Hôpital, patients, santé et territoire » (HPST), ont pour but « d’assurer un pilotage unifié de la santé en région, de mieux répondre aux besoins de la population et d’accroître l’efficacité du système ».
L’ARS se voit confier par la loi les missions suivantes :
- Organiser la veille sanitaire et la sécurité sanitaire, ainsi que l’observation de la santé ;
- Définir, financer et évaluer les actions de prévention et de promotion de la santé ;
- Contribuer à l’anticipation, la prévention, la préparation et la gestion des crises sanitaires, en liaison avec le préfet.

La régulation de l’offre de santé en région, pour mieux répondre aux besoins et garantir l’efficacité du système de santé.
La régulation de l’offre de santé porte sur les secteurs ambulatoire, médico-social et hospitalier. Elle comporte une dimension territoriale pour une meilleure répartition des médecins et de l’offre de soins sur le territoire et une dimension économique pour une meilleure utilisation des ressources et la maîtrise des dépenses de santé.
Elle est mise en place dans les différents domaines de responsabilité de l’agence, la loi mettant à la disposition du Directeur Général de l’ARS divers leviers, notamment :
- évaluer et promouvoir la qualité des formations des professionnels de santé ;
- autoriser la création des établissements et services de soins et médico-sociaux, contrôler leur fonctionnement et allouer leurs ressources ;
- définir et mettre en œuvre, avec les organismes d’assurance maladie et la Caisse nationale de solidarité et d’autonomie, des actions propres à prévenir et à gérer le risque assurantiel en santé en région.

Pour l’exercice de ses missions, le Directeur Général de l’Agence s’appuie sur :
- une équipe de direction composée de directeurs responsables des différents pôles fonctionnels ;
- un dispositif large de concertations, mis en place par la loi et qui associe l’ensemble des acteurs locaux de santé à la définition et la mise en œuvre de la politique  de santé en région, au travers des différentes instances de l’ARS :

conseil de surveillance, conférence régionale de la santé et de l’autonomie, commissions de coordination des politiques de santé, conférences de territoire.
Il s’agit d’une vaste réforme qui nécessite entre cent et cent trente décrets d’applications. Il est donc indispensable que le SNC3S reste vigilant dans leur application

## Moyens d'action
Le SNC3S met à disposition de ses adhérents un panel de services :
- une permanence téléphonique ;
- des représentants en régions ;
- l'animation de réunions de sections ou de secteurs, de congrès régionaux ou nationaux ;
- une base documentaire dédiée sur notre site ;
- des publications ;
- en lien avec la FFASS ;
- le conseil juridique ;
- l'assistance juridique.

En lien avec la Confédération, le service PSYA est à disposition des adhérents afin de les aider à mieux gérer le stress provoqué par des situations difficiles pouvant avoir un impact sur leur qualité de vie personnelle ou professionnelle.

## Les publications du SNC3S
- La lettre d'infos, trimestriel
- La Newsletter, mensuel